# هنري ألكسيس بريالمونت
كان هنري ألكسيس بريالمونت (فينلو، 25 مايو 1821-بروكسل، 21 يوليو 1903)، الملقب بفوبان البلجيكي نسبة إلى المهندس العسكري الفرنسي سيباستيان فوبان، ضابطًا في الجيش البلجيكي، وسياسيًا، وكاتبًا في القرن التاسع عشر، اشتهر بأنه مهندس عسكري ومصمم تحصينات. تخرّج بريالمونت برتبة ضابط في مهندسي الجيش البلجيكي في عام 1843، وحصل على ترقيات سريعة في الرتب. شغل منصب ضابط أركان، وتولى بعد ذلك قيادة منطقة ميناء أنتويرب الرئيسي. أنهى مسيرته المهنية بمنصب مفتش عام للجيش، وكان أيضًا ناشطًا في كتابة المنشورات والمشاركة في الحياة السياسية، ومارس الضغط خلال حياته المهنية من أجل إصلاح وتوسيع الجيش البلجيكي، وشارك أيضًا في تأسيس دولة الكونغو الحرة.
يشتهر بريالمونت اليوم بالتحصينات التي صممها في بلجيكا ورومانيا، والتي من شأنها أن تؤثر على منطقة أخرى في جمهورية الكونغو الديمقراطية. لعبت التحصينات التي صممها في بلجيكا في نهاية ثمانينات القرن التاسع عشر، حول مدن لياج ونامور وأنتويرب، دورًا مهمًا خلال المراحل الأولى من الغزو الألماني لبلجيكا خلال الحرب العالمية الأولى.

## المسيرة العسكرية
تخرج بريالمونت من المدرسة العسكرية في عام 1843 برتبة ملازم ثانٍ في سلاح المهندسين. وحصل خلال وقت قصير على ترقيات في الرتب، فترقّى إلى رتبة ملازم أول في عام 1847. عمل سكرتيرًا خاصًا لوزير الحرب، الجنرال البارون فيليكس شازال، منذ عام 1847 حتى عام 1850. التحق بهيئة الأركان في عام 1855، وترقّى إلى رتبة رائد في عام 1861، ومقدم في عام 1864، وعقيد في عام 1868. ترقّى أيضًا إلى رتبة لواء في عام 1874، وأوكل إليه الإشراف على تحصينات ميناء بلجيكا الرئيسي، أنتويرب، في نفس العام. ترقى إلى رتبة فريق في عام 1877 ثم إلى منصب المفتش العام للجيش، وهو المنصب الذي شغله حتى تقاعده في عام 1892.
استلم بريالمونت، أثناء الرد البلجيكي على الحرب الفرنسية البروسية 1870-1871، والذي كان حينها عقيدًا، منصب رئيس أركان جيش أنتويرب، المكلف بالدفاع عن المعقل الوطني في أنتويرب. لم يخدم بريالمونت أبدًا في أي حرب خلال مسيرته العسكرية بأكملها؛ وذلك على الرغم من أن بعض الجنود البلجيكيين خدموا كمتطوعين خلال الحرب الفرنسية المكسيكية (1861-1867) وأثناء القتال من أجل توحيد إيطاليا.

## الأنشطة السياسية
دافع بريالمونت منذ بداية حياته المهنية عن توسيع دور الجيش البلجيكي. أقنع والده بالاستقالة من منصبه الوزاري بدلًا من الموافقة على خفض الإنفاق الدفاعي في عام 1850، فوضعه موقفه في صراع مع والتير فرير أوربان والليبراليين. بدأ حملة لإعادة هيكلة دفاعات مدينة أنتويرب الساحلية المهمة في شمال شرق بلجيكا منذ عام 1855؛ واستمر في حملته على الرغم من تحذيره رسميًا من المشروع غير المحبوب سياسيًا. نشر بريالمونت في منتصف خمسينات القرن التاسع عشر سلسلة من الكتيبات التي تدعو إلى إعادة تنظيم وتوسيع البحرية البلجيكية الصغيرة؛ والتي كان يعتقد أنه يمكن استخدامها لأغراض إمبريالية لإبراز النفوذ البلجيكي في الخارج.
عارض الملك ليوبولد الأول خطط بريالمونت بشدة، إلا أن ابنه ليوبولد، دوق برابانت (الملك المستقبلي ليوبولد الثاني) أعجب بأفكاره، وكان الاثنان يتبادلان الرسائل بشكل متكرر. شعر بريالمونت أن التوسع الاستعماري كان ضروريًا لجعل بلجيكا قوة عالمية، وكان مؤيدًا قويًا لدولة الكونغو الحرة بقيادة ليوبولد الثاني، والتي ساعد في تأسيسها منذ ثمانينات القرن التاسع عشر. رفض بريالمونت فيما بعد عرض أن يصبح مساعدًا لليوبولد الثاني.
أصبح بريالمونت مدافعًا عن إلغاء نظام استبدال التجنيد القائم على التعويض واعتماد شكل من أشكال الخدمة العسكرية الشاملة في أعقاب الحرب الفرنسية البروسية.